# HMS Sjöbjörnen (1938)
Pour les articles homonymes, voir HMS Sjöbjörnen (homonymie).
Le HMS Sjöbjörnen est un sous-marin de classe Sjölejonet de la marine royale suédoise.

## Construction
Le navire a été commandé à Kockums Mekaniska Verkstads AB à Malmö et sa quille a été posée en 1936. Le navire a été lancé le 15 janvier 1938 et a rejoint la flotte le 18 mars 1939

## Carrière
Le navire a été retiré du service le 1er janvier 1964 et vendu en 1967 à Ystad pour démolition.